# ABC 아프리카
《ABC 아프리카》(ABC Africa)는 이란에서 제작된 압바스 키아로스타미 감독의 2001년 다큐멘터리 영화이다. 압바스 키아로스타미 등이 주연으로 출연하였고 압바스 키아로스타미 등이 제작에 참여하였다.
2001년 칸 영화제에서 상영되었다.

## 출연

### 주연
- 압바스 키아로스타미